# 米羅特沃爾采夫山
71°50′S 12°17′E / 71.833°S 12.283°E
米羅特沃爾采夫山（英語：Mount Mirotvortsev）是南極洲的山峰，位於東部南極洲的毛德皇后地，屬於沃爾塔特山脈中南彼得曼山脈的一部分，處於涅烏斯特魯耶夫山東北面2.8公里，海拔高度2,830米，該山峰由德國的探險隊發現。